# اوبرسونتایم
اوبرسونتایم (به آلمانی: Obersontheim) یک شهر در آلمان است که در Schwäbisch Hall واقع شده‌است. اوبرسونتایم ۴٬۸۲۱ نفر جمعیت دارد.